# 666 a.C.

## Eventos
- Rei Assurbanípal retorna ao Egito e aponta um sátrapa, Neco, para governar o território recém-conquistado, de acordo com a prática assíria.[1] Neco já governava o Delta ocidental desde 672.[2]
- Os astrólogos do tribunal prevêem desgraça e desastre sobre a Assíria.